# Родатичі (зупинний пункт)
Рода́тичі — пасажирський залізничний зупинний пункт Львівської дирекції Львівської залізниці на електрифікованій лінії Львів — Мостиська II між станціями Городок-Львівський (9 км) та Судова Вишня (9 км). Розташований в селі Родатичі Львівського району Львівської області .

## Історія
Зупинний пункт відкритий 4 листопада 1861 року, одночасно з відкриттям руху поїздів першою Галицькою залізницею Львів — Перемишль.
У 1972 році станція електрифікована постійним струмом (=3 кВ) в складі дільниці Львів — Мостиська II. До початку 1990-х років вживалася полонізована назва Родатиче.

## Пасажирське сполучення
На платформі Родатичі зупиняються приміські електропоїзди сполученням Львів — Мостиська II.